# Найдёшь друга — найдёшь сокровище
Найдёшь друга — найдёшь сокровище (итал. Chi trova un amico trova un tesoro)  — итальянская приключенческая комедия на английском языке, снятая в 1981 году Серджио Корбуччи с комедийной командой Теренса Хилла и Бада Спенсера в главных ролях. Его снимали в Ки-Бискейн, Флорида.

## Сюжет
Двое авантюристов, попав на остров, затерянный в Тихом океане, пытаются найти клад, оставленный здесь ещё во времена Второй Мировой войны. Но это сделать не так-то просто. Ведь его охраняют не только туземцы, но и японский солдат, не знающий, что война уже давно закончилась. Кроме того, на остров нападают пираты. Наконец, за одним из главных героев с самого начала фильма охотятся бандиты и, в конце концов, они тоже появляются на острове…
В конце фильма Алана и Чарли спасает экипаж военного корабля США «Форрестол». Они передают фальшивые деньги военно-морскому флоту только для того, чтобы им сказали, что они настоящие. Их провозглашают героями, но в конечном итоге они остаются без денег, а самодельный идол (подарок благодарных туземцев Алану и Чарли) передается в дар музею.
В финальной сцене мы видим идола в музее с карточкой, на которой написано, что он стоит целое состояние, а Алан и Чарли работают дворниками и планируют его украсть.

## В ролях
- Теренс Хилл — Алан
- Бад Спенсер — Чарли
- Джон Фудзиока — Камасука
- Луиза Беннетт — Мама
- Том Талли — майор
- Саль Борджезе — Анулу
- Херб Голдштейн — Брэди